# HD 72582
HD 72582，又名BD+74 370，SAO 6605、HR 3379，是一颗恒星，视星等为6.15，位于銀經140.44，銀緯33.48，其B1900.0坐标为赤經8h 28m 35.7s，赤緯+73° 33.48′ 46″。